# Judilson Mamadu Tuncará Gomes
Judilson Mamadu Tuncará Gomes (Agualva-Cacém, 29 september 1991) – alias Pelé – is een Portugees voetballer die doorgaans als defensieve middenvelder speelt. Hij verruilde Benfica in juli 2018 voor AS Monaco. Pele debuteerde in 2017 in het Guinee-Bissaus voetbalelftal.

## Clubcarrière
Pelé is afkomstig uit de jeugdopleiding van Belenenses. Op 23 maart 2009 debuteerde hij in de Primeira Liga tegen Leixões SC. In januari 2011 tekende de Portugees bij Genoa CFC, waar hij enkel aan spelen toekwam bij de reserven. In augustus 2011 trok hij naar AC Milan, dat hem uitleende aan Arsenal Kiev, SC Olhanense en Belenenses. In 2015 maakte Pelé transfervrij de overstap naar Benfica.

## Interlandcarrière
In 2011 nam hij met Portugal deel –20 aan het Wereldkampioenschap voor spelers onder 20 jaar in Colombia. Portugal –20 haalde de finale, die het verloor van Brazilië –20 met 3–2.